# Tioubouk
Tioubouk (Тюбук) est un village de Russie situé dans le raïon de Kasli de l'oblast de Tcheliabinsk. C'est le centre administratif de la municipalité du même nom. Il comprenait 2 863 habitants en 2010.

## Géographie
Le village de Tioubouk se trouve au bord de la rivière Sinara. Il se trouve au carrefour des routes d'Ekaterinbourg (qui est à 100 km), de Kasli, de Snejinsk (qui est à une quinzaine de km à l'est) et de Tcheliabinsk (qui est à 110 km au sud-est). La route Ekaterinbourg-Tcheliabinsk par la route fédérale M5 s'étend à l'est du village.

## Histoire
Le village est fondé sans doute avant 1705 par des Michars (sous-groupe ethnique des Tatars) en provenance de la rive droite de la Volga et installés dans l'Oural par un oukaze de la régente Sophie: ils sont ralliés à la Couronne russe et doivent patrouiller les environs, en échange de terres. Ils colonisent les bords du lac Outchali en 1743 où ils fondent treize villages dont la plupart existent toujours. La première mention de l'endroit date cependant de 1735 sur une carte sous le nom de Tioubbouk; mais la date de fondation est officiellement celle du 20/31 mars 1744, lorsque les Michars enregistrent officiellement leur propriété. Tioubouk signifie en vieux-turc « terre éoignée ». Jusqu'au milieu du XVIIIe siècle, les Michars sont propriétaires des terres; mais ensuite elles sont partagées entre deux familles de propriétaires terriens qui y font travailler des serfs russes. L'un des deux propriétaires est Nikiphore Kléopine qui possède des mines dans l'Oural; il achète 20 000 déciatines de terre autour du lac Sinara, fait construire à Tioubouk un barrage, une forge, un moulin, une église en bois dédiée à saint Jean l'Évangéliste. Le 31 juillet 1754, Kléopine vend une partie de ses terres aux frères Evdokime et Ivan Iakovlev et - fait rare - les terres de Tioubouk sont partagées entre ces deux familles avec deux manoirs se faisant face au bord de la rivière. Ensuite, elles passent dans les mains de divers propriétaires. Peter Simon Pallas visite ce village en 1772 et le décrit ainsi: « Ce village de maître, habité par des Russes, a été construit sur le site d'un ancien village tatar et porte son nom au bord de la rivière Sinara, sur laquelle se trouve le moulin. Dans le village il y a une église, un manoir et une vingtaine de maisons tout en bois. »
En 1797, la route est prolongée d'Ekaterinbourg à Tcheliabinsk et un relai de poste à chevaux est installé à Tioubouk, ainsi qu'une grande maison de transit pour les condamnés à la déportation en Sibérie. Alexandre Ier y fait étape le 24 septembre 1824 pour son voyage dans l'Oural.
Au début du XXe siècle, l'activité principale du village est tournée autour de l'agriculture et d'une distillerie importante fondée en 1871 qui est en activité jusqu'en 2007. Dmitri Mamine-Sibiriak a passé une partie de l'été 1886 dans ce village qu'il décrit dans ses œuvres. Une petite poste avec télégraphe ouvre à la fin du XIXe siècle.
Du temps de l'URSS, le village est organisé comme kolkhoze; les kolkoziens cultivent des céréales, des légumes, des pommes de terre et pratiquent l'élevage.

## L'église du village
Une nouvelle église en bois dédiée à saint Jean l'Évangéliste est construite en 1823 et le village s'appelle Bogoslovskoïé (de l'Évangéliste); mais ce nom ne prend pas. L'église est foudroyée en 1827 et une nouvelle église de pierre est construite par les habitants, financée par le propriétaire terrien Iartsev et bâtie en style baroque. En 1853, elle est partagée en église chauffée et église d'été et entourée d'un mur d'enceinte.
Le dernier service liturgique est célébré en 1933 et les autorités communistes démolissent les croix et les coupoles. On y installe un entrepôt de grains, un atelier mécanique, etc. La petite église aujourd'hui est divisée dans une partie restaurée ouverte au culte depuis les années 1990 et une partie en ruines et fermée, correspondant à l'autre moitié.

## Enseignement
Une école primaire ouvre en 1888 et une école de zemtsvo en 1912. Un internat est ouvert sous l'ère soviétique (dissous à la fin du XXe siècle). Le village possède une maison de la culture et une bibliothèque publique.

## Population
Recensements (*) ou estimations de la population
| 2002* | 2010* | - | - | - |
| ----- | ----- | - | - | - |
| 3 599 | 2 863 | - | - | - |

Les Russes représentent 64% de la population.

## Personnalités
- Alexandre Sygoniaïev (1921-1945), Héros de l'Union soviétique;
- Vladimir Goudiline (1938-2015), responsable de la préparation et du lancement du lanceur Energia, de la fusée Energia-Bourane et du système de transport spatial, docteur en sciences techniques, citoyen d'honneur de Baïkonour.